# Claudio Gugerotti
Claudio Gugerotti (Verona, 7 de octubre de 1955) es un arzobispo católico italiano, prefecto del Dicasterio para las Iglesias Orientales desde noviembre de 2022 hasta el 21 de abril de 2025, cargo que cesó tras la muerte del Papa Francisco. Con la elección del nuevo Sumo Pontífice León XIV continúa como prefecto del Dicasterio para las Iglesias Orientales desde el 9 de mayo de 2025

## Biografía
Claudio nació el 7 de octubre de 1955, en la ciudad italiana de Verona.
Cursó sus estudios eclesiásticos en Verona.
Tras realizar estudios en la Università Ca' Foscari, obtuvo la licenciatura en Lengua y Literatura Oriental. Obtuvo la licenciatura en Liturgia, por el Pontificio Ateneo San Anselmo. También obtuvo el doctorado en Ciencia Eclesiástica Oriental, en el Pontificio Instituto Oriental.

### Sacerdocio
Ingresó en la Pía Sociedad de Don Nicola Mazza, en su natal Verona.
Recibió la ordenación sacerdotal el 29 de mayo de 1982, a manos del obispo Giuseppe Amari.
- Profesor de Patrística en el Instituto Teológico San Zeno, en Verona (1981-1984).
- Profesor de Teología e Liturgia oriental en el Instituto de Estudio Ecuménico, en Verona (1982-1885).

Como profesor ha impartido clases en las universidades de Venecia, Padua y Roma, así como en la Pontificia Universidad Gregoriana y en el Pontificio Instituto Oriental.

#### Curia romana
En 1985 ingresó en el servicio de la entonces Congregación para las Iglesias Orientales.
El 17 de diciembre de 1997, el papa Juan Pablo II lo nombró subsecretario del mismo organismo eclesial.

## Episcopado
El 7 de diciembre de 2001 fue nombrado nuncio apostólico en Georgia y Armenia, asignándole la sede titular de Ravello con dignidad de arzobispo. El 13 de diciembre del mismo año, fue nombrado también nuncio apostólico en Azerbaiyán.
Recibió la ordenación episcopal en la Basílica de San Pedro el 6 de enero de 2002 de manos del papa Juan Pablo II.
El 15 de julio de 2011 fue nombrado nuncio apostólico en Bielorrusia por el papa Benedicto XVI.
El 13 de noviembre de 2015 fue nombrado nuncio apostólico en Ucrania por el papa Francisco.

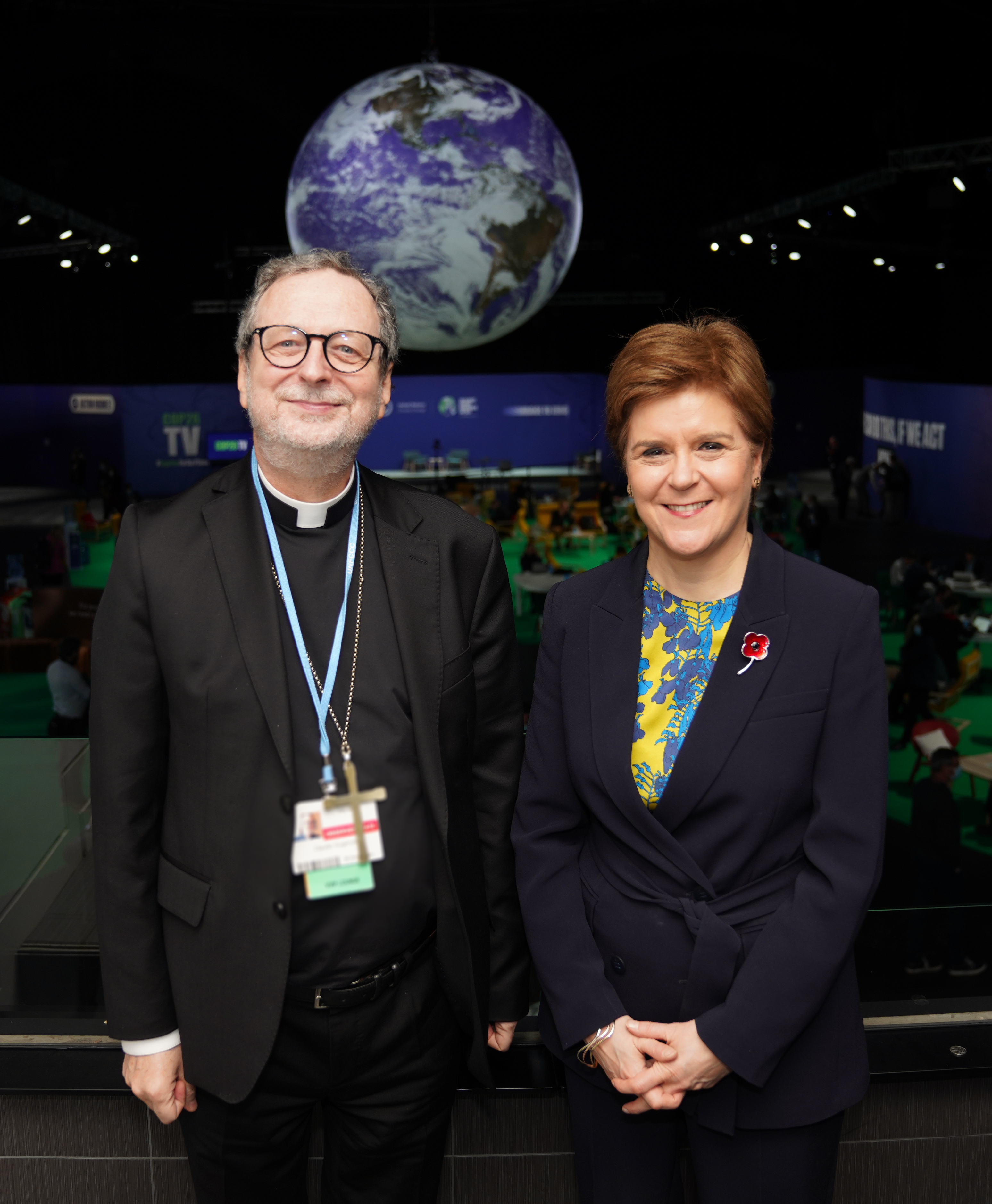
Gugerotti junto a la primera ministra escocesa Nicola Sturgeon, en noviembre de 2021.

El 4 de julio de 2020 fue nombrado nuncio apostólico en Gran Bretaña.

### Prefecto del Dicasterio para las Iglesias Orientales
El 21 de noviembre de 2022 fue nombrado prefecto del Dicasterio para las Iglesias Orientales ad quinquennium, iniciando sus trabajos ahí el 16 de enero de 2023.
El 7 de febrero de 2023 fue nombrado miembro de la sección para la primera evangelización y las nuevas Iglesias particulares del Dicasterio para la Evangelización, del Dicasterio para la Doctrina de la Fe; del Dicasterio para los Obispos; del Dicasterio para la Promoción de la Unidad de los Cristianos; del Dicasterio para el Diálogo Interreligiosos; del Dicasterio para la Cultura y la Educación; y del Dicasterio para los Textos Legislativos. El 7 de marzo del mismo año fue nombrado miembro de la Sección para las cuestiones fundamentales de la evangelización en el mundo del Dicasterio para la Evangelización ad quinquennium.
Fue enviado especial del Santo Padre para la celebración del 25° aniversario de la coronación del Icono de la Virgen de Budslav (Belarus), que tuvo lugar en el Santuario mariano nacional los días 30 de junio y 1 de julio de 2023.

## Cardenalato
Fue creado cardenal por el papa Francisco durante el consistorio del 30 de septiembre de 2023, con el titulus de cardenal diácono de San Ambrosio de Máxima.
El 4 de octubre de 2023 fue nombrado miembro de la Sección para las cuestiones fundamentales de la evangelización en el mundo del Dicasterio para la Evangelización, de la Sección para la primera evangelización y las nuevas Iglesias particulares del Dicasterio para la Evangelización, del Dicasterio para la Doctrina de la Fe, del Dicasterio para los Obispos, del Dicasterio para la Promoción de la Unidad de los Cristianos, del Dicasterio para el Diálogo Interreligioso, del Dicasterio para la Cultura y la Educación, del Dicasterio para los Textos Legislativos y de la Pontificia Comisión para el Estado de la Ciudad del Vaticano.
El 30 de enero de 2024, fue nombrado miembro del Consejo de la Sección Sección para las Relaciones con los Estados y Organismos Internacionales de la Secretaría de Estado de la Santa Sede ad quinquennium.